# ارتش اوهایو
ارتش اوهایو (انگلیسی: Army of the Ohio) نام دو واحد نظامی از ارتش اتحادیه در طول جنگ داخلی آمریکا بود. ارتش اول تبدیل به ارتش کمبرلند گردید و ارتش دوم نیز در سال ۱۸۶۳ ایجاد گردید.